# Sinell z Cleenish
Sinell z Cleenish, również Senell, Senel (500-t) – zakonnik, jeden z dwunastu apostołów Irlandii, założyciel i przełożony klasztoru na Cleenish Island, wyspie na rzece Erne, święty Kościoła katolickiego.
Na Cleenish (Inis Cluain, Cluaininnis) swoje życie mnisze zaczynał św. Kolumban z Bobbio, skąd po 20 latach (ok. 560) udał się do Bangor. Do uczniów Sinella należał również św. Fintan.
Wspomnienie liturgiczne św. Sinella obchodzone jest 12 listopada.